# Вітербі (Нью-Йорк)
Вітербі (англ. Witherbee) — переписна місцевість (CDP) в США, в окрузі Ессекс штату Нью-Йорк. Населення — 385 осіб (2020).

## Географія
Вітербі розташоване за координатами 44°5′1″ пн. ш. 73°32′13″ зх. д. / 44.08361° пн. ш. 73.53694° зх. д. (44.083720, -73.537060).  За даними Бюро перепису населення США в 2010 році переписна місцевість мала площу 1,90 км², уся площа — суходіл.

## Демографія
Згідно з переписом 2010 року, у переписній місцевості мешкало 347 осіб у 136 домогосподарствах у складі 93 родин. Густота населення становила 182 особи/км².  Було 166 помешкань (87/км²).
Расовий склад населення:
| - 97,1 % — білих - 1,4 % — чорних або афроамериканців - 0,9 % — корінних американців |

До двох чи більше рас належало 0,6 %. Частка іспаномовних становила 1,4 % від усіх жителів.
За віковим діапазоном населення розподілялося таким чином: 26,8 % — особи молодші 18 років, 59,4 % — особи у віці 18—64 років, 13,8 % — особи у віці 65 років та старші. Медіана віку мешканця становила 38,2 року. На 100 осіб жіночої статі у переписній місцевості припадало 94,9 чоловіків;  на 100 жінок у віці від 18 років та старших — 88,1 чоловіків також старших 18 років.
Середній дохід на одне домашнє господарство  становив 30 403 долари США (медіана — 28 125), а середній дохід на одну сім'ю — 31 971 долар (медіана — 28 566). За межею бідності перебувало 16,8 % осіб, у тому числі 33,3 % дітей у віці до 18 років та 0,0 % осіб у віці 65 років та старших.
Цивільне працевлаштоване населення становило 104 особи. Основні галузі зайнятості: освіта, охорона здоров'я та соціальна допомога — 39,4 %, виробництво — 36,5 %, роздрібна торгівля — 16,3 %, мистецтво, розваги та відпочинок — 7,7 %.